# 軍医携帯嚢
軍医携帯嚢（ぐんいけいたいのう）は、戦時、平時、大日本帝国陸軍軍医によって携帯された衛生材料である。

## 概要
野外で救急処置を施すのに必要な衛生材料を携帯に便利なように取りそろえた。吊革で右肩から左脇に吊下げられ、帯革で腰に固定された。
自然色の革製の嚢（ふくろ）で、前面には革製の楕円形白地の赤十字章が縫着されていた。
外科小嚢、皮下注射器、ネラトン、カテーテル容器その他の薬物、消耗品すなわちカンフル液、モヒ液、薬用石けん、ゴム絆創膏、阿片錠、細管入ヨード、アルコール、昇汞錠、巻軸帯、脱脂綿板、フォルマリン絹糸、昇汞ガーゼ包などが納められた。

## 内容
1942年（昭和17年）に陸軍軍医学校乙種学生を首席で卒業し、第十八師団（菊兵団）の歩兵第百十四聯隊第一大隊の隊附軍医として赴任した、塩川優一軍医中尉の記録によれば、軍医が所持すべき品目、軍医携帯のうの入組品は以下の通りである。

### 所持品目
- 聴診器 1個
- アルコール入れ 1個（主に注射筒の消毒に用いる）
- 皮下注射器（金属ケース入れ）1個
- 注射針 数本

### 軍医携帯嚢の入組品
1. 外科材料
  - 巻軸帯（かんじくたい・包帯）二号　2巻
  - 滅菌ガーゼ 1反
  - 昇汞ガーゼ（昇汞・塩化第二水銀に浸したガーゼ・兵が全員上着の内ポケットに携帯していたのと同じもの）1個
  - 脱脂綿 1包・三角巾 3枚・管入り沃丁（ガラス管に入ったヨードチンキ）2本
  - フォルマリン絹糸 三号 3本・四号 1本
  - 縫合針 数本
  - 外科小嚢（円刃刀1本・尖刃刀1本・クーパー剪刀（雑剪を兼ねる）・コッヘル鉗子2本・ペアン鉗子1本・無鉤鑷子1本（ピンセット））
  - 蛇毒治療器 1個・絆創膏 数枚
2. 薬剤
  - ビタカンフル 10筒（強心剤・trans-π-oxocamphor の0.5%等張食塩水溶液。延髄呼吸中枢・血管運動中枢を刺激し、心臓麻痺作用は無い。[1]）
  - カンフル 10筒（強心剤・樟を蒸留して得られる。延髄呼吸中枢・血管運動中枢を刺激するが心筋抑制作用を持つ。 camphor[2]）
  - メタボリン液 1筒（ビタミンB・脚気の治療に使用される。）
  - モヒ液 1筒（鎮痛剤・塩酸モルヒネ、阿片含有アルカロイド 鎮痛作用とともに呼吸抑制作用が著明[3]。）
  - 強力バクノン液 8筒（抗マラリア剤・キニーネ由来だが、解熱剤として筋肉注射で用いられた。）
  - エメチン液 2筒（アメーバ赤痢治療剤）・吐根に含まれるアルカロイド[4]。）
  - ストロファンチン 2筒（強心剤・strophanthusの種子から抽出される配糖体で強心作用を持つ[5]。）
  - ロベリン 1筒（呼吸増強剤・lobelia inflateの葉や種子に含まれるコカイン属アルカロイド。薬理作用はニコチンに類似し呼吸中枢を興奮させる。[6]。）
  - トロンボゲン 1筒（止血剤・プロトロンビン、血液凝固第II因子[7]。）
  - 破傷風血清 1筒
  - 硫規錠 10錠（cinchonaに含まれるキノリン誘導体のアルカロイド・硫酸キニーネ。三日熱マラリアに著効があるが、幻聴覚障害の副作用を持つ[8]。）
  - ヴェロナール 4錠（睡眠剤・バルビツレート酸系催眠薬[9]。）
  - クレオソート 1瓶（止痢剤・炭酸クレオソート。ブナの木から得られるタールで、薬理作用はフェノールに類似する。歯痛や胃腸薬として使用される[10]。）
3. その他
  - 万年筆1本・ノート1冊・ものさし1個・鉛筆2本・色鉛筆1本・死傷手簿1冊[11]。